# Monroe County, New York
Monroe County är ett administrativt område i delstaten New York, USA, med 744 344 invånare. Den administrativa huvudorten (county seat) är Rochester. 

## Geografi
Enligt United States Census Bureau så har countyt en total area på 3 537 km². 1 708 km² av den arean är land och 1 829 km² är vatten. 

### Angränsande countyn
- Wayne County, New York - öst
- Ontario County, New York - sydost
- Livingston County, New York - syd
- Orleans County, New York - väst
- Genesee County, New York - väst
- gränsar mot Lake Ontario och Kanada - nord